# Добрятино (Рязанская область)
Добрятино — деревня в Кораблинском районе Рязанской области России, входит в состав Незнановского сельского поселения.

## Географическое положение
Добрятино находится в северной части Кораблинского района, в 16 км к северу от райцентра.
Севернее деревни в реку Лошу впадает река Каменка.
Ближайшие населённые пункты:

— село Никитино в 1 км к северу по проселочной дороге;

— деревня Асники в 1,5 к востоку по проселочной дороге;

— деревня Асаново в 1 км к западу по проселочной дороге.

## Население
| 2010 |
| ---- |
| 2    |

## Название
Деревня могла быть названа по имени Добря или фамилии Добрин.
Также название может происходить от слова «добрити», что значит уравнивать пахотные земли разного качества в соответствии с нормами сошного письма.

## История
Деревня Добрятино (Добрино) упоминается в платежных книгах Каменского стана 1594—1597 годов, в приправочных книгах этого стана 1596—1598 годов и в писцовых книгах этого же стана 1628—1629 годов.
На картах Менде 1850 года указана как Добретино с 15 дворами.